# Réorganisation des corps d'infanterie français (1871)
Pour les articles homonymes, voir Réorganisation des corps d'infanterie français et Amalgame.
Cette page présente la réorganisation des corps d'infanterie français de 1871, officialisé par arrêté du Gouvernement du 27 mars 1871 complété par le décret du 10 avril 1872 qui prescrit que les régiments provisoires devenaient définitifs et prendraient la dénomination de régiment de ligne avec la correspondance de leur numéro de série.

## Historique
Le 1er septembre 1870, l'armée française n'existe plus. Elle a été faite prisonnière de guerre à Sedan à Metz.
Le 26 février 1871, le traité préliminaire de paix ayant été signé, le Gouvernement prend les dispositions, avec l'accord des Allemands, pour recréer les bases d'une armée française, avec des officiers et soldats rentrant de captivité, afin de lutter contre la Commune de Paris.   
Ainsi le 27 mars 1871, le gouvernement Jules Dufaure prend, un arrêté créant des régiments de provisoires avec des officiers et soldats rentrant de captivité.
Un décret du président de la République en date du 10 avril 1872 prescrit que les régiments provisoires devenaient définitifs et prendraient la dénomination de régiment de ligne avec un numéro de série.

## Arrêté du 27 mars 1871
Arrêté du Gouvernement prescrivant la formation de régiments provisoires avec les officiers et soldats rentrant de captivité.
« Ministère de la Guerre - 2e direction - Bureau de l'infanterie
Versailles, le 27 mars 1871.
Les dispositions suivantes ont été arrêtées par le gouvernement en ce qui concerne les prisonniers (officiers et troupe) venant d'Allemagne.
Lorsque les militaires de tout grade de l'armée de l'infanterie rentrant de captivité seront arrivés au lieu de rassemblement qui leur aura été assigné, vous grouperez, dans la partie confiée à votre commandement, les hommes d'un même régiment, et vous en formerez des compagnies.
Si leur nombre permet de créer 6 compagnies, ces compagnies composeront un bataillon ; mais si les éléments d'un même corps ne peuvent pas arriver à constituer un bataillon entier, vous leur adjoindrez des compagnies d’un autre régiment.
Quand 3 bataillons formant un ensemble de 18 compagnies auront été créés, ils constitueront un « régiment d'infanterie provisoire », auquel j'assignerai un numéro aussitôt que vous m'aurez informé par télégramme de sa complète constitution.
Les officiers de ce corps seront pris autant que possible, pour chaque compagnie, bataillon ou régiment, parmi les officiers appartenant aux mêmes régiments que les sous-officiers et soldats constituant ces divers éléments.
Chaque régiment provisoire d’infanterie aura :
- 1 colonel ;
- 1 lieutenant-colonel ;
- 3 capitaines adjudants-majors ;
- 1 officier payeur, capitaine ou lieutenant ;
- 1 médecin par bataillon.

Les compagnies seront à l'effectif de 125 au moins et de 140 au plus.
Dans ce nombre seront compris :
- 1 sergent-major ;
- 1 fourrier ;
- 4 sergents ; .
- 8 caporaux ; ’
- 1 tambour
- 1 clairon.

II y aura par bataillon 1 adjudant.
Veuillez procéder avec autant de soin que de rapidité à l'organisation des régiments dont il s'agit.
Vous ferez constater la formation de ces corps par un procès-verbal de la sous-intendance militaire, que vous m'adresserez sans retard (2e direction — bureau de l’infanterie).
Ces régiments recevront dès leur arrivée l'habillement, le grand et le petit équipement, tous les objets de campement comme pour une entrée en campagne, la demi-couverture, par conséquent, et l'armement avec les 90 cartouches.
Je pense que cette organisation ne doit pas demander plus de six à huit jours au maximum.
Les régiments doivent être prêts à partir au premier ordre.
Recevez, général, l'assurance de ma considération la plus distinguée.
Le ministre de la guerre,
Signé : Le Flo. »

## Liste des régiments d'infanterie provisoire et numéro de série
Dix régiments provisoires participent à la Semaine sanglante
- 1er régiment d'infanterie provisoire qui formera en 1872 le 101e régiment d'infanterie[2]
- 2e régiment d'infanterie provisoire qui formera en 1872 le 102e régiment d'infanterie
- 3e régiment d'infanterie provisoire qui formera en 1872 le 103e régiment d'infanterie
- 4e régiment d'infanterie provisoire qui formera en 1872 le 104e régiment d'infanterie
- 5e régiment d'infanterie provisoire qui formera en 1872 le 105e régiment d'infanterie
- 6e régiment d'infanterie provisoire qui formera en 1872 le 106e régiment d'infanterie
- 7e régiment d'infanterie provisoire qui formera en 1872 le 107e régiment d'infanterie
- 8e régiment d'infanterie provisoire qui formera en 1872 le 108e régiment d'infanterie
- 9e régiment d'infanterie provisoire qui formera en 1872 le 122e régiment d'infanterie
- 10e régiment d'infanterie provisoire qui formera en 1872 le 123e régiment d'infanterie
- 11e régiment d'infanterie provisoire qui formera en 1872 le 111e régiment d'infanterie
- 12e régiment d'infanterie provisoire qui formera en 1872 le 112e régiment d'infanterie
- 13e régiment d'infanterie provisoire qui formera en 1872 le 124e régiment d'infanterie
- 14e régiment d'infanterie provisoire qui formera en 1872 le 125e régiment d'infanterie
- 15e régiment d'infanterie provisoire qui formera en 1872 le 115e régiment d'infanterie
- 16e régiment d'infanterie provisoire qui formera en 1872 le 116e régiment d'infanterie
- 17e régiment d'infanterie provisoire qui formera en 1872 le 117e régiment d'infanterie
- 18e régiment d'infanterie provisoire qui formera en 1872 le 118e régiment d'infanterie
- 19e régiment d'infanterie provisoire qui formera en 1872 le 126e régiment d'infanterie